# Florian Harms
Florian Harms (* 5. Oktober 1973 in Stuttgart) ist ein deutscher Journalist und Schriftsteller. Er ist seit 2017 Chefredakteur von t-online.de. Davor war er von 2004 an bei Spiegel Online und von Januar 2015 bis Dezember 2016 dessen Chefredakteur.

## Leben
Harms ist Sohn des Publizisten Klaus B. Harms und der Fotografin Manuela Harms-Schlaf. Sein Urgroßvater ist der Wirtschaftswissenschaftler Bernhard Harms, sein Onkel der ehemalige Deutschland-Chef von HP Inc., Jörg Menno Harms. Er studierte Islamwissenschaft und Politikwissenschaft in Freiburg im Breisgau und Damaskus, schloss sein Studium 2001 mit einer Magisterarbeit über islamische Missionsgruppen im Internet ab. 2006 wurde er in Freiburg mit einer Studie zum selben Thema promoviert. Er absolvierte ein Volontariat bei der Neuen Zürcher Zeitung und war dann als freier Journalist tätig.
Ab Mai 2004 war Harms freier Redakteur bei Spiegel Online. Im April 2006 wurde er festangestellter Redakteur und entwickelte ab März 2007 das Zeitgeschichte-Portal einestages des Magazins. Von Oktober 2007 bis Juni 2008 war er Ressortleiter von einestages. Im Juli 2008 wurde er Chef vom Dienst bei Spiegel Online und war ab März 2011 stellvertretender Chefredakteur. Am 13. Januar 2015 wurde er Chefredakteur von Spiegel Online, In den folgenden Monaten lancierte Spiegel Online zahlreiche Neuerungen, darunter transparente publizistische Richtlinien, einen umfassenden Relaunch von Website, Mobilseite und Apps, einen Meinungsbereich, ein Stil-Ressort, das junge Portal bento, den Morgen-Newsletter Die Lage, das Erklärformat Endlich verständlich, das Bezahlangebot Spiegel Plus, neue Videoformate sowie zahlreiche Datenjournalismus- und Storytelling-Projekte. Am 6. Dezember 2016 teilte der Verlag mit, dass Harms das Unternehmen verlässt und durch seine Kollegin Barbara Hans ersetzt wird.
Seit 1. September 2017 ist Harms Chefredakteur der Berliner Redaktion von t-online.de sowie Geschäftsführer der Ströer News Publishing GmbH. Er übernahm das Amt von Arne Henkes, der zuvor kommissarisch Chefredakteur war. Im Februar 2019 erschien sein erster Roman, Versuchung.

## Auszeichnungen
- 2004: Gewinner des  Gourmand World Cookbook Award  für Kulinarisches Arabien (zusammen mit Lutz Jäkel)
- 2008: Lead Award für das Zeitgeschichte-Portal einestages[6]
- 2021: Chefredakteur des Jahres (digital)[7]

## Bücher
- Familie Sommerlein macht Urlaub (Kinderbuch). Eigenverlag, Hamburg 2022.
- Versuchung. Die Jagd nach dem perfekten Geschmack (Roman). Benevento Verlag, Elsbethen 2019, ISBN 978-3-7109-0057-0.
- mit Lutz Jäkel: Kulinarisches Arabien. Marokko, Tunesien, Libyen, Ägypten, Dubai, Jordanien, Syrien, Libanon. (Text-Bildband). Christian Brandstätter Verlag, Wien 2004. Neue Auflage 2011 im Neuer Umschau Buchverlag.
  - englischsprachige Ausgabe: The Flavours of Arabia. Cookery and Food in the Middle East. Thames & Hudson, London 2007.
- Cyberda’wa. Islamische Mission im Internet. Voraussetzungen, Analyse und Vergleich von da'wa-Sites im World Wide Web. Shaker Verlag, Aachen 2007 (Zugl.: Dissertation, Freiburg im Breisgau, 2006).
- mit Lutz Jäkel: Libyen – Land zwischen Wasser und Wüste. Christian Brandstätter Verlag, Wien 2006, ISBN 3-902510-11-0.